# Абай Кунанбаєв

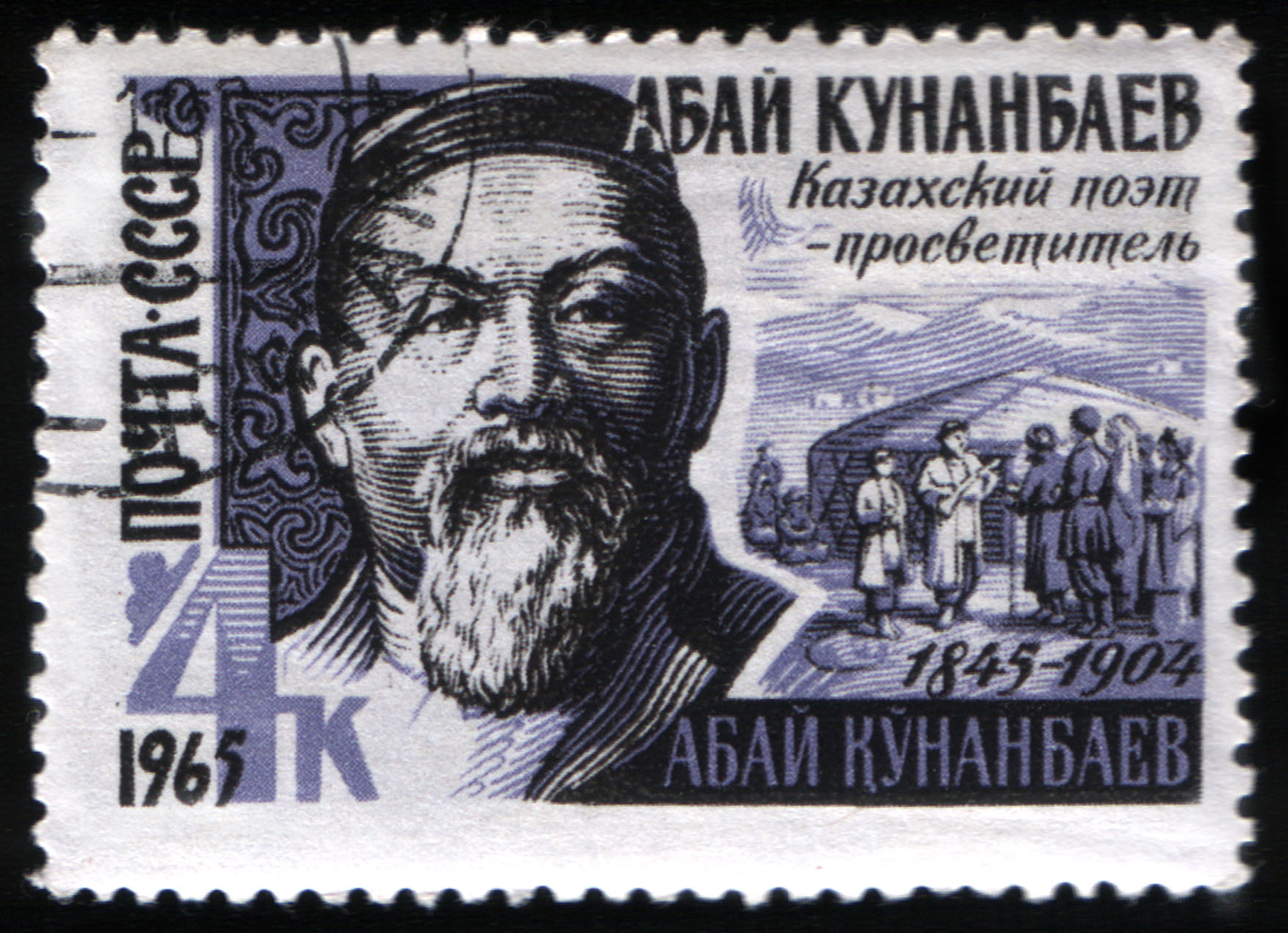
Поштова марка СРСР із серії «Письменники нашої Батьківщини», присвячена А. Кунанбаєву, 1965 (ЦФА 3220, Скотт 3059)

Аба́й (Ібрагі́м) Кунанба́єв (каз. Абай Құнанбайұлы; 29 липня (10 серпня) 1845 — 23 червня (6 липня) 1904) — великий казахський поет, прозаїк, громадський діяч, основоположник сучасної казахської писемної літератури, реформатор культури в дусі зближення з європейською культурою на ґрунті ліберального ісламу.

## Життєпис
Справжнє ім'я — Ібрагім, але зменшене ім'я Абай, дане матір'ю, закріпилося за ним на все життя. Племінник Абая — також відомий казахський поет Шакарім.
Народився в Чингізьких горах Семипалатинської області в родині великого феодала Кунанбая Ускенбаєва. Родина Абая була аристократичною, і дід (Оскенбай), і прадід (Іргизбай) були головними правителями (баями) свого роду.
Учився в медресе мулли Ахмет-Різи в Семипалатинську й одночасно відвідував російську школу.
Гуманістичні погляди поетів і вчених Сходу (Фірдоусі, Алішер Навої, Нізамі, Фізулі, Ібн Сіни й інші) вплинули на формування світогляду Абая. Особливо великий вплив на Абая Кунанбаєва мали твори російських класиків. Він перекладав байки Івана Крилова, вірші Михайла Лермонтова, роман «Євгеній Онєгін» Олександра Пушкіна.
Він висміював старі звичаї родового аулу, догми ісламу, протестував проти рабського становища жінки. У сатиричних віршах «Нарешті, волосним я став…» (1889), «Управитель начальству радий…» (1889), «Кулембаю» (1888) поет відкрито виступав проти соціального зла. Неперевершений майстер казахського вірша («Із часу випадає мить…», 1896, «Хіба не повинен, мертвий, я глиною стати…», 1898, «На воді, як човник, місяць…», 1888, «Коли стане довгою тінь…», 1890, і ін.), Абай Кунанбаєв застосував нові віршовані форми; новаторський характер носять вірші, присвячені порам року: «Весна» (1890), «Літо» (1886), «Осінь» (1889), «Зима» (1888), вірші про призначення поезії. Сюжети поем «Масгуд» (1887), «Сказання про Азиме» побудовані за мотивами східної класичної літератури. У поемі «Іскандер» Абай Кунанбаев засудив жадібність завойовника Олександра Македонського, протиставляючи йому розум в особі Аристотеля. У прозаїчних «Повчаннях» порушені історичні, педагогічні й правові теми. Деякі свої ліричні вірші Абай Кунанбаєв поклав на музику. Життя Абая яскраво змальовано в романі Мухтара Ауезова «Шлях Абая» (т. 1—2, 1958) (укр. переклад Дмитра Гринька).

## Значення
В історії казахської літератури Абай посів почесне місце, збагативши казахське віршування новими розмірами й римами.
Керівники руху Алаш-Орда сприймали Абая як свого духовного попередника, як духовного вождя відродження казахської нації.

## Пам'ять
1983 року про життя поета знято фільм «Абай», Казахфільм.
Пам'ятник Абаю в селищі Тарановськом Костанайської області
Пам'ятники поетові встановлені в багатьох містах Казахстану.
Скульптурна композиція з трьох фігур мислителів: Г. С. Сковороди, М. Ф. Ахундова, А. Кунанбаєва /скульптор С. Гурбанов, 2021 р./- в Україні, у м. Харкові, у сквері Мислітелів — вул. Полтавський Шлях, 22 /2.С.1/.
На честь Абая назване місто Абай і головна площа у місті Алмати.